# Verlangen
Verlangen (desiderium [lat.], desire [engl.], désir [frz.]) ist ein Erregungszustand, der die menschliche Psyche auf bestimmte Zielzustände richtet. Dieses Gerichtetsein hat gemäß der sogenannten Anreiztheorien die Form der Erwartung von etwas, was für das Individuum einen Anreizwert darstellt. Anreiz ist die antizipierte Emotion mit Blick auf den Zielzustand, der Anreizwert das Maß an positiver Emotion, das mit dem anvisierten Zielzustand verbunden wird.
Begehren, Wünschen, Sehnen, Streben, Wollen usw. bringen Nuancen des Verlangens zum Ausdruck.
Verlangen ist im Prinzip ein aus zwei Teilakten zusammengesetzter intentionaler Akt: einem Repräsentationsakt (Wahrnehmung, Imagination, Denken, Emotion) und einem konativen Akt (Wunsch, Wille).
Verlangensakte sind stets ausgerichtet auf etwas, was einen positiven Reiz auszulösen verspricht. Mit Aristoteles Worten: Alles Streben ist gerichtet auf ein Gut. Das Verlangen zielt über verschiedene Verlangensakte hinweg auf diejenigen Gegenstände oder Zielzustände, die das größtmögliche Gut darstellen. Man kann das menschliche Verlangen als letztlich auf ein höchstes Gut (Augustinus von Hippo: summum bonum) ausgerichtet verstehen.

## Anreiztheorie (Psychologie)
Die empirische Psychologie spricht statt von Verlangen von Motivation. Der Anreiztheorie nach (zurückgehend auf die Feldtheorie von Kurt Lewin) besteht das Verlangen bzw. die Motivation in der Ausrichtung der Psyche auf bestimmte Zielzustände im Sinn einer Anregung, sie anzustreben. Dabei muss der Zielzustand, um angestrebt zu werden, vom Individuum antizipiert werden. Das Gerichtetsein auf den Zielzustand hat dann die Form der Erwartung. Erwartet wird ein Zustand, der Positives verspricht, der für das ihn anstrebende Individuum einen Wert darstellt, d. h. Motivation ist der Anreiztheorie nach "eine Funktion von Erwartung und Wert".

## Mimetische Theorie (Kulturwissenschaften, Philosophie)
Die Mimetische Theorie von René Girard reflektiert über die soziale Verflechtung menschlichen Verlangens. Das Verlangen ist, wenn es um Ziele geht, die über die Befriedigung der elementaren Bedürfnisse hinausreichen, grundsätzlich unschlüssig, worauf es sich richten soll, und orientiert sich daher gern an dem, was andere begehren, um seinem eigenen Verlangen ein Objekt zu geben. Girard thematisiert die Dreieckskonstellation aus begehrendem Subjekt, imitiertem Vorbild und begehrtem Objekt. Ein Individuum begehrt ein Objekt, weil auch ein anderes danach verlangt. Diese Mimesis führt zu einem ambivalenten Verhältnis von beiden. Der Nachahmende macht sich den, der zuerst nach etwas verlangt, zum Vorbild. Damit entsteht Sympathie: Sie verstehen sich darin, dass sie dasselbe mögen. Dadurch, dass sie nach demselben verlangen, werden sie aber zugleich zu Rivalen.

## Theorie vom höchsten Gut (Philosophie)
In der Philosophie gibt es eine lange Tradition, die das Verlangen auf ein höchstes Gut ausgerichtet versteht. Schon in Platons Symposion wird der sogenannte platonische Eros über alle Gegenstände sinnlicher Art und auch über alle Gegenstände der Wissenschaften hinaus als letztausgerichtet auf die Idee des Schönen beschrieben. Die Erfahrung der Idee des Schönen aber ist das höchste Gut: „Und an dieser Stelle des Lebens (…), wenn irgendwo, ist es dem Menschen lebenswert, wenn er das Schöne selbst schaut …“ Augustinus nach befindet sich der Mensch auf Erden wie in einer Wüste, in der er von brennendem Durst geplagt ist. Keines der vielen irdischen Güter, auf die sich sein Verlangen richtet, aber vermögen es wirklich zu stillen, denn die Seele des Menschen dürstet im Grunde genommen nach Gott: "inquietum est cor nostrum, donec requiescat in te" (ruhelos ist unser Herz, bis dass es ruht in Dir). Auch für Thomas von Aquin ist der menschliche appetitus letztlich ausgerichtet auf ein höchstes Ziel, die Glückseligkeit ("naturaliter homo appetit ultimum finem, scilicet beatitudinem"). Die Glückseligkeit aber besteht darin, Gott zu erkennen.